# Arbrå Verkstads AB

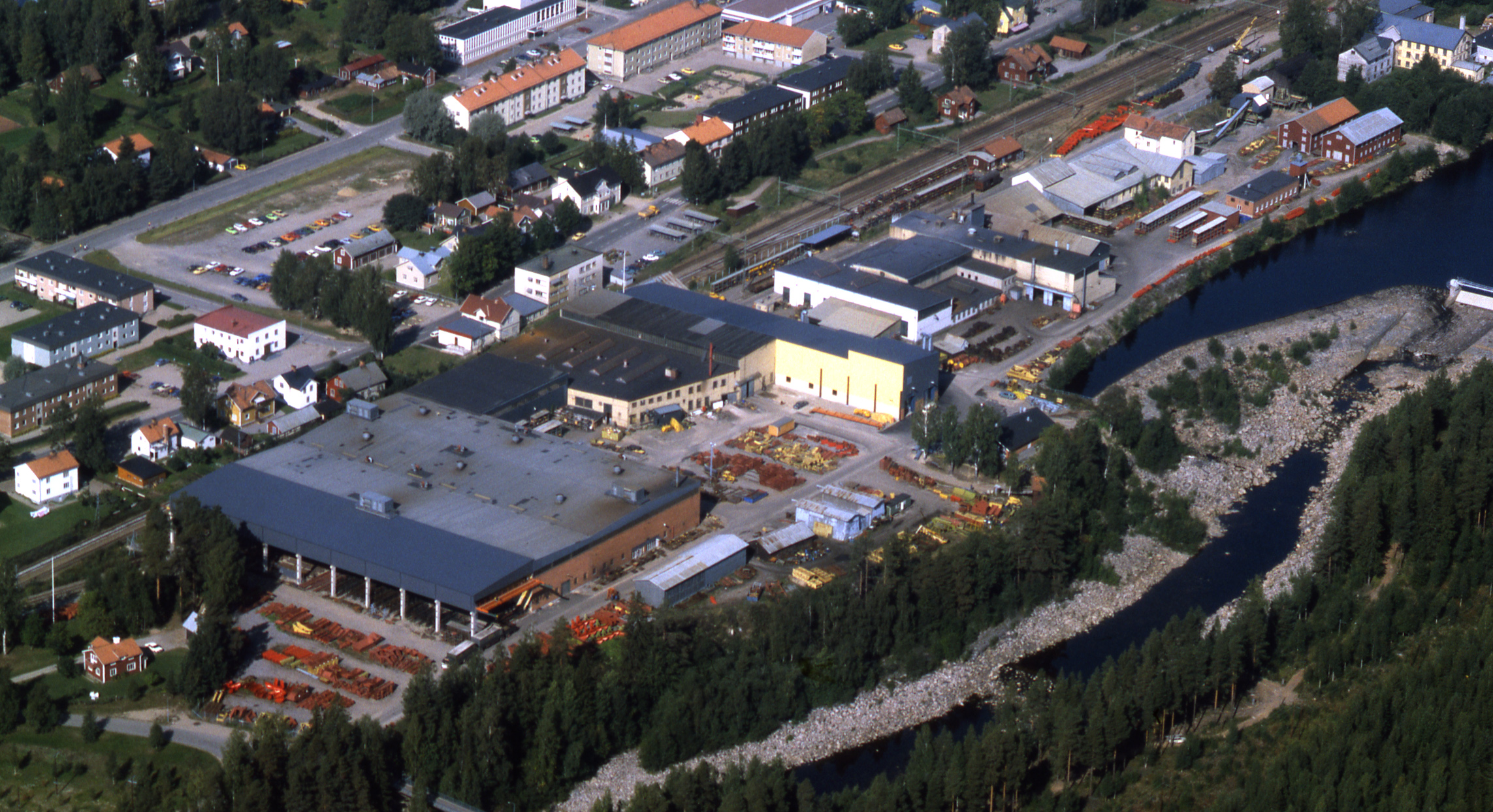
Arbrå Verkstads AB, sedermera Svedala Arbrå AB 1970, Flygfoto taget 1980.

Arbrå Verkstads AB (AVA) var en mekanisk verkstadsindustri i Arbrå, vid Ljusnan i Hälsingland, med nationella och internationella leveranser av industrimaskiner. Företaget var verksamt under detta namn från 1922 fram till 1970 och hade stort inflytande över orten Arbrås samhällsutveckling under 1900-talet. Den tidiga tillverkningen var tröskverk och gödselspridare. Från år 1924 gjordes satsningar på utrustning för sågverks- och cellulosaindustrin samt utrustning för vägunderhåll och kross- och sorteringsmaskiner som blev kännetecknande för Arbrå Verkstad. Efter samgående med Åbjörn Anderson AB i Svedala 1970 fick företaget namnet Svedala Arbrå, sedermera Boliden AB och Sandvik SRP.

## Verksamhet 1920–1929

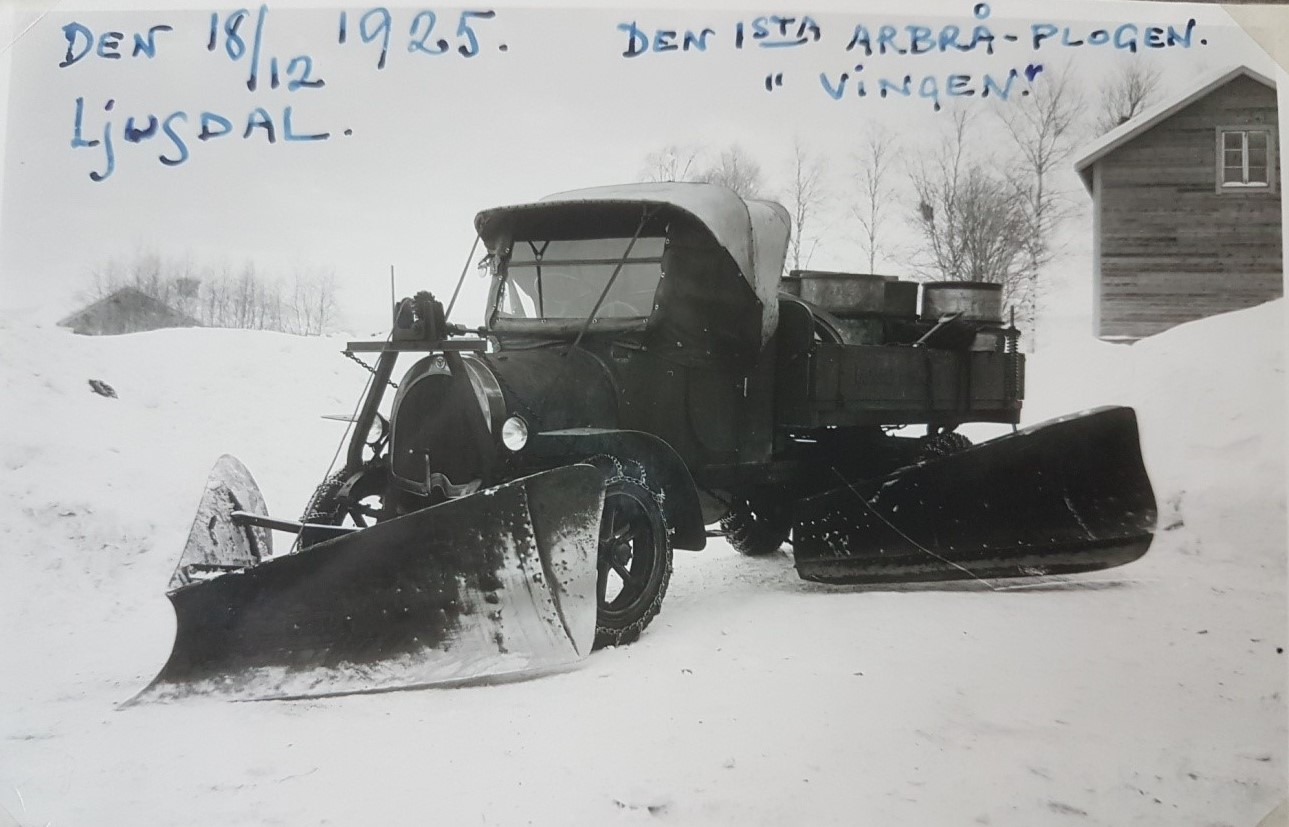
Första snöplogen tillverkad 1925, AVE-0605.

Arbrå Verkstads AB hade sitt ursprung i AB Olsson & Fahlin (1901–1918) och Arbrå Lantbruksmaskiner AB (1918–1922). Det nya företaget redovisade stora förluster under åren 1922 och 1923 som var en kärv tid. Mycket resurser och pengar investerades på utveckling av nya maskiner, bland annat kantverk, rikt- och planhyvlar, dock utan att kunna vända förlusterna i vinst. På styrelsemötet i mars 1924 beslöts att avveckla tillverkningen av lantbruksmaskiner helt och istället satsa på utrustning för sågverks- och cellulosaindustrin. Man fattade också på styrelsemötet den 31 maj 1924 ett beslut som senare kom att visa sig vara ett lyckokast, nämligen att en ny disponent skulle anställas.

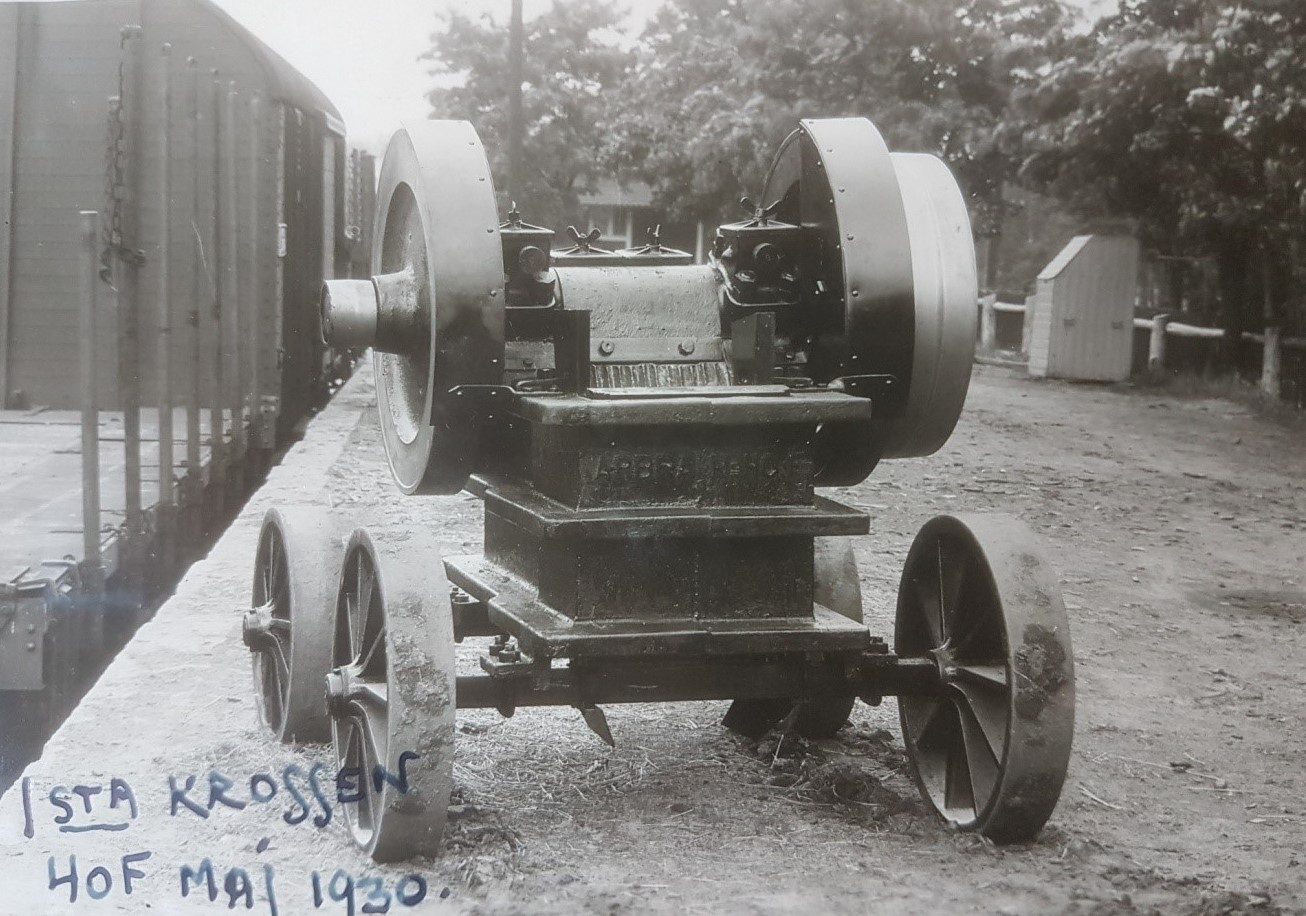
Arbrå Verkstads AB, Första stenkrossen tillverkad 1930.

Valet föll på Anders Bremmer, en 36-årig ingenjör med erfarenhet av bland annat vattenturbinkonstruktion och –tillverkning, från tidigare anställningar vid Arboga Mekaniska Verkstad, Berglunds Verkstäder och Vaplans Mekaniska Verkstad. Han tillträdde sitt nya arbete den 1 juli 1924. Företaget hade nu 69 anställda, varav 14 tjänstemän. Drygt ett år tidigare hade Anna-Greta Hammarstrand blivit den första kvinnan att anställas av Arbrå Verkstad. Hon hade ansvar för kassa, bokföring och korrespondens och arbetade kvar till sin pensionering 1943.
Den 1 november 1924 presenterade den nye disponenten sin plan för hur företaget skulle saneras och utvecklas. Man skulle tills vidare försätta med tillverkningen av lantbruksutrustning och sågverks- och cellulosamaskiner. Därutöver skulle man satsa på produkter för vägunderhåll, snöplogar, vägsladdar och kross- och sorteringsutrustning samt turbiner. Det var svåra tider för kapitalanskaffning och Bremmer föreslog att reducera driften och minska antalet anställda för att dra in på kostnaderna. Genom att erbjuda lantbrukare och affärsmän i Arbrå nyemitterade aktier lyckades man få in 50 000 kronor i nya pengar. Åren 1924 och 1925 visade fortfarande stora förluster men från och med 1926 års bokslut redovisades vinster.
Den nya produktionsinriktningen medförde att den första snöplogen för motorfordon kunde levereras till Ljusdals Tingslagsvägstyrelse på nyårsafton 1924. Året därpå sändes den första Arbråturbinen till Nykvarns Bindgarnsfabrik och den första grusmaskinerna till bland annat Arbrå–Järvsö Vägkassa. Arbrå Verkstad AB expanderade vid det laget i rask takt. I början av 1929 beslöts därför att bygga till den så kallade ”Sveaverkstaden”, söderut med drygt 200 kvm. Året före hade man också förvärvat Arbrå Gjuteri AB:s fastighet, efter att detta företag gjort konkurs. Antalet anställda var nu 92, varav 14 tjänstemän.

## Verksamhet 1930–1939

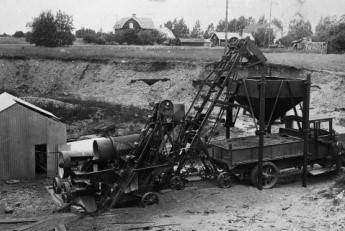
Arbrå Verkstads AB, Krossverk med tillhörande transportörer, tillverkat 1935.

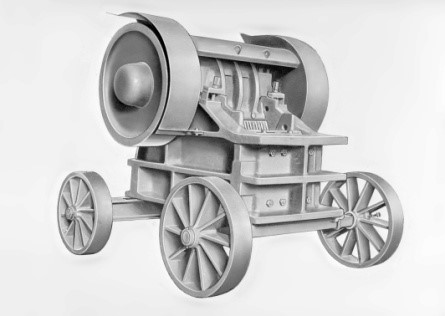
Arbrå Verkstads AB, Käftkross 60F tillverkad 1933.

1930 blev ett märkesår i Arbrå Verkstads historia. Då såg den första stenkrossen dagens ljus. Den betecknades 40F och hade en intagsöppning på 400 x 250 mm, vikt 4 ton. Denna första kross hade glidlager och såldes i ett 70-tal exemplar. 1932 gjordes en omkonstruktion av krossen som försågs med SKF:s rullager, troligen den förste kross i världen med denna typ av lager. Det var inte enkelt att få kunderna att inse fördelarna med denna konstruktion, men Bremmer var bergfast övertygad att lyckas. Statens Arbetslöshetskommission fick den första och för att få den ordentligt provad erbjöds kunden att under ett år kostnadsfritt använda den vid Dalarövägen söder om Stockholm. Prototypen klarade påfrestningarna utan några som helst problem och var ännu 30 år senare, 1961 i drift. Det goda resultaten blev vägledande för konstruktionen av större storlekar av krossar och fr o m 1935 hade samtliga nykonstruktioner SKF:s rullager i stället för de betydligt mera service- och energikrävande glidlagren. Bolaget fortsatte sin vinstgivande och expansiva verksamhet. Våren 1934 var antalet anställda 116, varav 16 tjänstemän.
De lokaler som tidigare inrymt Arbrå Mekaniska Verkstads AB ägdes nu av ASEA och hade länge stått outnyttjade, frånsett gjuteriet, vilket arrenderades av AVA. För att få behovet av utökade tillverkningsutrymmen tillgodosedda inleddes därför förhandlingar med ASEA om köp av fabriksfastigheterna. Tillträde skedde den 1 maj 1935 och i köpesumman 120 000 kronor, ingick också ett antal bostadsfastigheter ute i Arbrå samhälle. Det var alltså vid detta tillfälle som de två företagen Arbrå Mekaniska Verkstads AB och Arbrå Verkstads AB så att säga kom under en hatt, men detta gällde endast fastigheterna. Verksamheten hos det förstnämnda bolaget hade ju avvecklats ett tiotal år tidigare. De nyförvärvade lokalerna rustades upp och byggdes om 1936 och maskiner från ”Sveaverkstan” flyttades till den mot söder utbyggda gjuterilokalen och blev i fortsättningen maskinverkstad. Utvecklingen av nya produkter fortsatte. Större käftkrossar, sorteringsverk, släpskrapspel och nya typer av snöplogar konstruerades. Landsvägsfärjor och boardmaskiner ingick också i programmet.
Natten mellan den 1 och 2 april 1939 drabbades företaget av en förödande brand som ödelade ”Sveaverkstaden”. Skador för ca en halv miljon uppstod. Bland annat förstördes en just leveransklar landsvägsfärja. Brandorsaken kunde aldrig fastställas. Röjningsarbetet började omedelbart och Tolls Byggnads AB i Stockholm fick i uppdrag att uppföra en ny plåtverkstad ock smedja på det brunna området. Kostnaderna belöpte sig till ca 230 000 kronor och de nya lokalerna toga i bruk 1940. I samband med uppförandet av de nya verkstadslokalerna byggdes också ett nytt huvudkontor i två våningar. Denna byggnad är densamma som det nuvarande huvudkontoret men som 1960 påbyggdes till tre våningar. För att underlätta lossning och lastning drogs ett järnvägsspår in i den nya verkstaden.
I och med andra världskrigets utbrott orsakade inkallelser stor arbetskraftsbrist. Många ungdomar och flyktingar tog anställning. Varven hade bråda tider med fartygstillverkning och den tillverkning av dammluckor de tidigare gjorts av varven, måste övertas av andra. Arbrå Verkstads AB fick flera nya ordrar vilket resulterade i en ny produktgren, som höll i sig ända till slutet av 70-talet. Redan 1924 hade man dock levererat en utskovslucka till AB Arbrå Kraftverk.

## Verksamhet 1940–1949

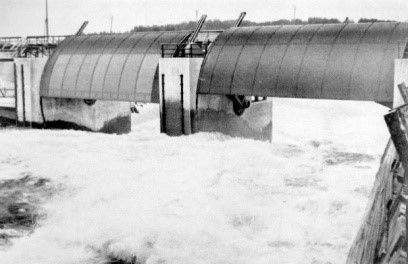
Dammlucka tillverkad 1941, AHE-0708.

En intressant beställning av dammluckor år 1941 var fyra stora luckor till Petsamo nickel Ab i norra Finland. Dessa placerades i en damm i Niskakoski vid Enare Träsk och reglerade vattenflödet till det längre norrut belägna Jäniskoski Kraftverk i Pasvikälven, som rinner ut i Norra Ishavet vid Kirkenes i Nordnorge. Montaget utfördes av folk från Arbrå och övervakades av tysk militär. I krigets slutskede 1944 sprängdes all utrustning när tyskarna retirerade och landområdet övergick efter fredsslutet till ryssarna. 1949 restaurerades dammen och kraftverket, vilket resulterade i en order på fyra nya luckor. Även då utfördes montaget av folk från Arbrå, då under rysk bevakning.

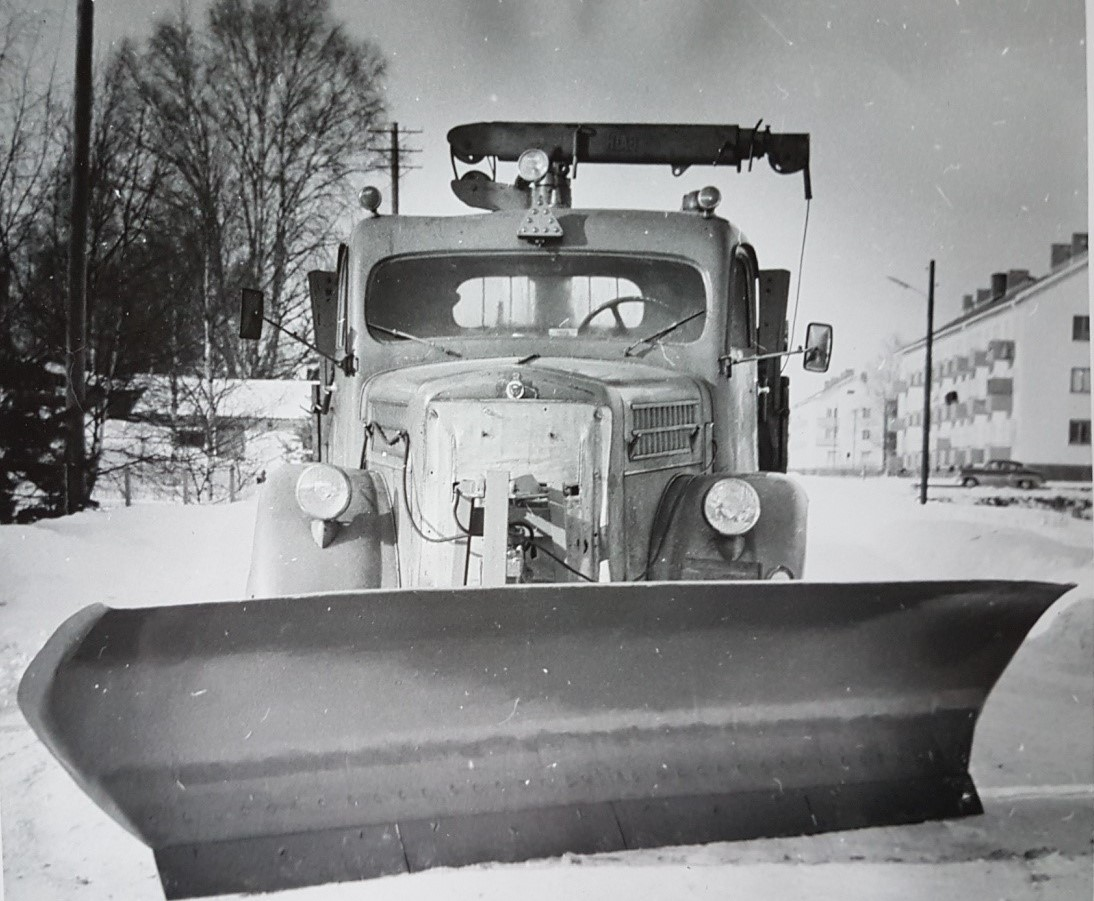
Arbrå Verkstads AB, Diagonalplog på lastbil, 1949.

Arbrå samhälles utveckling är naturligtvis intimt förknippad med Arbrå Verkstads utveckling. Bostadsbyggande och samhällsplanering har till stora delar styrts av företagets behov. Detta gällde också vattenförsörjningen. Denna var ej tillfredsställande löst från samhällets sida varför Anders Bremmer 1941 beslutade om provborrningar efter vatten på egen mark på ett par ställen ute i samhället, för att förse verkstaden med vatten. Resultatet var emellertid dåligt, varför men beslutade att bygga ett vattenverk på verkstadsområdet och ta vatten från Ljusnan. Genom att filterrening och tillsats av kemikalier höll vattnet godkänd kvalitet och prover togs och analyserades en gång i månaden. Verket togs i bruk 1943 och hade sådan kapacitet att man kunde leverera en viss mängd till Arbrå municipalsamhälle. Detta fortsatte till 1957 då man på grund av inträffade fall av epidemisk hjärnhinneinflammation misstänkte vattnet som smittkälla och stängde verket. Vid denna tidpunkt hade också samhället löst sitt vattenproblem och kunde leverera till verkstaden.
En av de mera udda leveranserna från företaget skedde 1944 till Stockviksverken utanför Sundsvall. Detta företag skulle öppna en ny färskvattentäkt och vattnet skulle ledas till fabriken genom en 1,5 km lång tub av trä och stål. Arbrå Verkstad fick ansvaret för tillverkning och montage av ståltuberna som levererades i 12 meters längder. Diametern varierade från 450 mm till 600 mm. De olika 12-meterssektionerna lades ut i terrängen och svetsades ihop på plats både utvändigt och invändigt. För att klara den invändiga svetsningen fick svetsaren åka 12 meter in i tuben liggande på en liten montagevagn tillsammans med svetsutrustningen. Ytterligare nya produkter kom in i bilden. 1946 övertogs tillverkning av mekaniska väghyvlar från AB Vägmaskiner i Sundbyberg. Produktionen förlades till de lokaler som hade köpts 1928 av Arbrå Gjuteri (gamla Arvidssons Gjuteri). Verkstaden kallades nu VA (Väghyvelavdelningen) och produkten Bitvargen. Denna följdes senare av en helt hydrauliskt manövrerad hyvel som totalt tillverkades i 36 exemplar i Arbrå fram till 1951. Under efterkrigstiden steg efterfrågan allmänt inom svensk industri, med stor tillväxt som följd, samtidigt som konkurrensen ökade. Arbrå verkstad gjorde exportsatsningar vilket resulterade i leveranser till bland annat Brasilien år 1947.

## Verksamhet 1950–1959
En ny milstolpe i företagets historia restes 1950. Anders Bremmer såg små möjligheter att expandera i Arbrå, varför mark anskaffades och en industribyggnad uppfördes i Örebro. Platsen låg strategiskt till gentemot kunder och underleverantörer. Till en början producerades boggiväghyvlar och även upptagningsmaskiner för boardtillverkningen. Senare skedde en produktuppdelning av grusmaskinerna mellan Arbrå och Örebro så att Örebro ansvarande för vissa matartyper och lastfickor. Genom avtal med Larsson & Seaton tillverkades även betongblandare i Örebro. Trots etableringen söderut började planer på utbyggnad i Arbrå att gro. Man byggde en modellverkstad 1952 och maskinverkstaden utökades österut med drygt 400 kvm. Samma år levererades de två största turbiner, som tillverkats i Arbrå, till Ryssland. Detta kunde ske genom samarbete med NOAB i Trollhättan. Var och en hade en effekt på 12 800 hk.
Utvecklingen av maskiner för grus- och stenindustrin fortsatte under 50-talet. Man började nu se en tendens hos kunderna att man istället för fasta anläggningar började efterfråga utrustningar uppbyggda av mindre enheter, som kunde kombineras till enkelt flyttbara och snabbt uppställbara anläggningar. Vägnätet i Sverige behövde rustas upp och produktionen av vägmaterial skulle ske så nära arbetsstället som möjligt, ofta i relativt små mängder. Dessa krav från kunderna resulterade i framtagandet av ett antal olika typer av mobila krossverk, där de olika maskinerna – kross, matare, sikt m.m. – placerades på ett gemensamt chassi försett med hjulutrustning så att förflyttning med hjälp av dragbil kunde ske på allmänna vägar. Redan 1952 levererades det första verket, men utvecklingen gick i rask takt mot större och större enheter. Det är egentligen bara utrymmet på vägen och vägarnas bärighet som sätter gränsen. Även de separata maskinerna växte i storlek. Den största käftkrossen i Arbrås historia benämnd 125F levererades 1952. Den vägde 72 ton och hade en intagsöppning på 1,25 x 1,1 meter. Den största sikten var 8,4 m lång och 2,4 m bred och vägde 17 ton. Den var vid denna tid, 1962, troligen störst i världen av sin typ. 
I samband med etableringen i Örebro hade Anders Bremmer flyttat dit och arbetade som platschef, men fortsatte också som VD för Arbrå Verkstads AB. 1957 fyllde han 70 år och överlät då VD-skapet till äldste sonen Gunnar, som var disponent och platschef i Arbrå. Yngste sonen Sten var konstruktionschef och han utvecklade under slutet av 50-talet en ny typ av kross – konkross – som dittills ej funnits som egen produkt inom företaget. Den nya konstruktionen var i många stycken överlägsen konkurrenternas. Speciellt gällde detta övervaknings- och inställningsutrustningen och skydd mot överbelastning.

## Verksamhet 1960–1969
Under 1960-talets början stärktes ytterligare inriktningen mot det som började utkristallisera sig under 50-talet. Marknaden för Arbrå Verkstad utgjordes i stort sett av Sverige. Ett annat företag, AB Åbjörn Andersson i Svedala utanför Malmö, var tillsammans med Arbrå Verkstads AB dominerade på marknaden och men konkurrerade i stort sett om varje order. Tanken föddes då att man i stället skulle samarbeta, något som också förverkligades 1963. Då köpte AB Åbjörn Andersson Arbrå Verkstads AB. Man marknadsförde sig under gemensamt namn, Svedala-Arbrå. Detta öppnade nya möjligheter också på de internationella marknaderna och medförde att en produktuppdelning gjordes mellan Svedala och Arbrå. För Arbrås del innebar det att tillverkningen av de största käftkrossarna flyttades till Svedala, medan Arbrå ansvarade för mindre krossar och vibrerande utrustning – siktar och matare – lastfickor, hjulburna verk, snöröjning och dammluckor.
1959 hade också plåtverkstaden i Arbrå byggts om och var väl lämpad för dessa produkter. 1962 tillkom också en ny montagehall med utökade lyftmöjligheter. Trots dessa byggnationer var det trångt i verkstäderna eftersom storleken på maskinerna ökade och även mängden. Antalet anställda 1965 var i Arbrå 258 arbetare och 115 tjänstemän. 1966 började planeringen av en helt ny plåtverkstad som skulle placeras söder om det dittillsvarande området. Arbrå Kraftverk hade anlagt ett nytt kraftverk i Ljusnan vid Forsbro, vilket medförde att det gamla kraftverket, beläget söder om verkstadsområdet tagits ur bruk. Arbrå Verkstad fick köpa ett markområde söderut fram till Forsövägen i söder och mellan Ljusnan och järnvägen i öster–väster. Tvärs över marken gick intagskanalen till det gamla kraftverket. Denna fylldes igen och på området uppfördes en ny plåtverkstad med 3 600 kvm yta med tillhörande "materialgård" som togs i bruk 1967. Den gamla plåtverkstaden blev monteringsavdelning, och den gamla monteringen blev maskinverkstad. Genom dessa ändringar och markförvärv uppnåddes ett bra flöde inom lokalerna och goda transportvägar utomhus på området. Järnvägsspåret förlängdes söderut genom nya plåtverkstaden. När Sverige övergick till högertrafik 1967 tog Arbrå verkstad hem sin största snöplogsordern, om 3 000 plogar till Vägverket, eftersom alla ”vänstervarianter” blivit obrukbara.

## Verksamhet 1970–1979
Samarbetet mellan Svedala och Arbrå var nu moget att ta fastare former. Ett nytt bolag, Svedala-Arbrå AB bildades 1970. Gunnar Bremmer blev VD. Verksamheten i Arbrå förändrades inte nämnvärt. Gjuteriet moderniserades 1970 för en kapacitet på 1600 årston. Ny utrustning för rökgasrening, sandberedning, urslagning och rensning installerades och produktionen inrättades för automatiserad tillverkning men minimum av handformning mest för eget bruk men också för lego.
Sedan början av 1950-talet hade Svedala haft samarbete med ett amerikanskt företag, Allis-Chalmers (AC) och på licens tillverkat vissa sikttyper och konkrossar. Detta företag ökade nu sitt intresse för Svedala-Arbrå AB, vilket gav till resultat att AC köpte 31% av aktierna 1971. Genom AC:s organisation och kontaktnät vidgades Svedala-Arbrås marknad i Europa och övriga världen. Allis-Chalmers köpte 1974 resterande aktier i Svedala-Arbrå AB, vilket därigenom blev en del av ett företag med ca 35 000 anställda och miljardomsättning med verksamhet över hela världen.
Den 1967 byggda plåtverkstaden utökades 1978 med 1 800 kvm produktionsyta inomhus genom att materialgården tog ett steg söderut och den tidigare gården försågs med isolerade väggar och tak. Nya maskiner för plåtbearbetning, bland annat kantpress, gradsax och rullbockningsmaskin, installerades. Uppvärmningsanläggningen ändrades och försågs med värmeåtervinning. På så sätt kunde den utökade lokalen på totalt 5 600 kvm värmas med mindre energiåtgång än den tidigare på 3 600 kvm. Det var viktigt eftersom oljekrisen hade inträffat. Efter år 1974 utökades också andra delar av fastigheterna, huvudkontoret byggdes på söderut, elverkstaden österut och en ny bläster- och målerihall uppfördes. Likaså investerades i ny mobilkran, bäddfräs och nytt arborrverk. Antalet anställda inklusive Örebro var 420 personer och hade som mest varit 496 i början av 1960-talet.

## Verksamhet 1980–1989

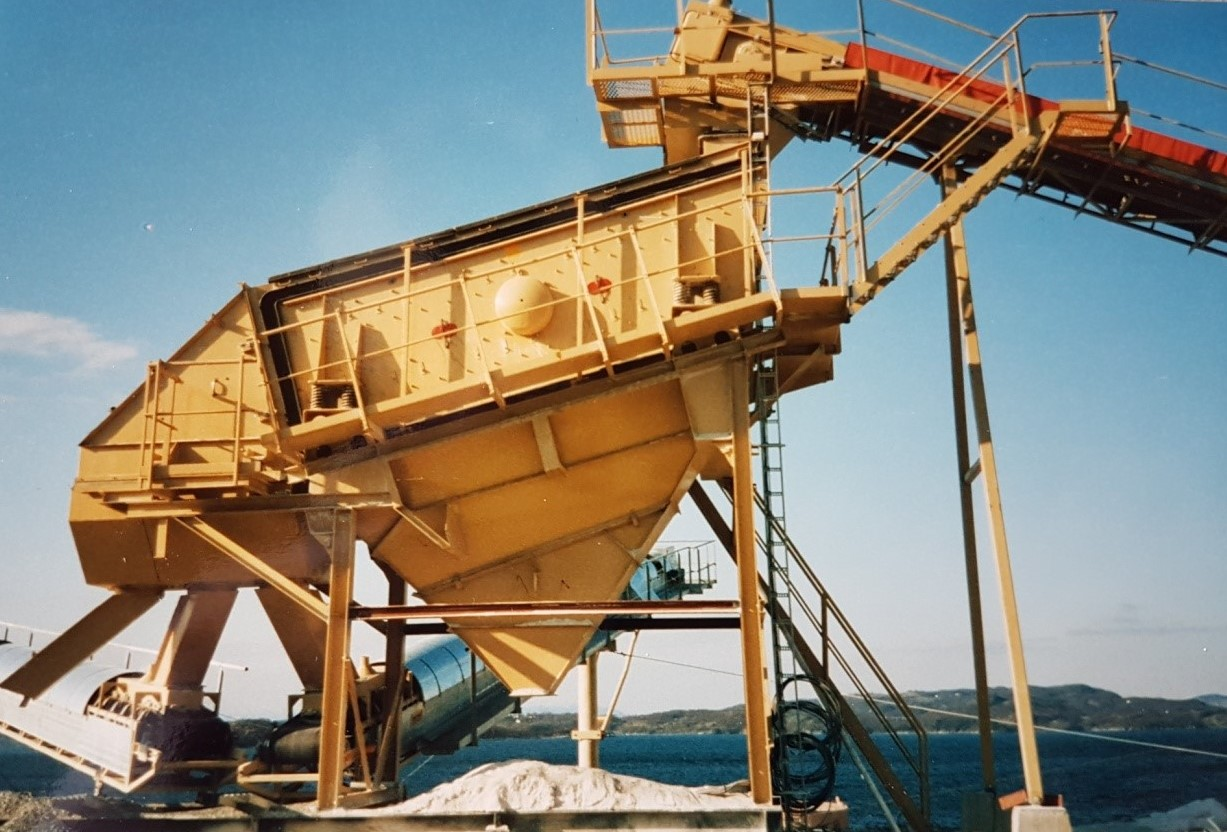
Svedala Arbrå AB, Siktstation VFS, 1980.

1980-talet inleddes med lågkonjunktur till följd av nya oljekriser. Mot slutet av 70-talet minskade både egen och andras efterfrågan på gjutgods och detta tillsammans med förväntade krav på miljoninvesteringar gjorde att gjuteriet lades ner 1981. Örebro-verkstaden lades ner och fastigheterna avyttrades. Gjuteribyggnaden ändrades om och blev ett mycket ändamålsenligt centralförråd med lokaler för godsmottagning och avsändning samt kontor.

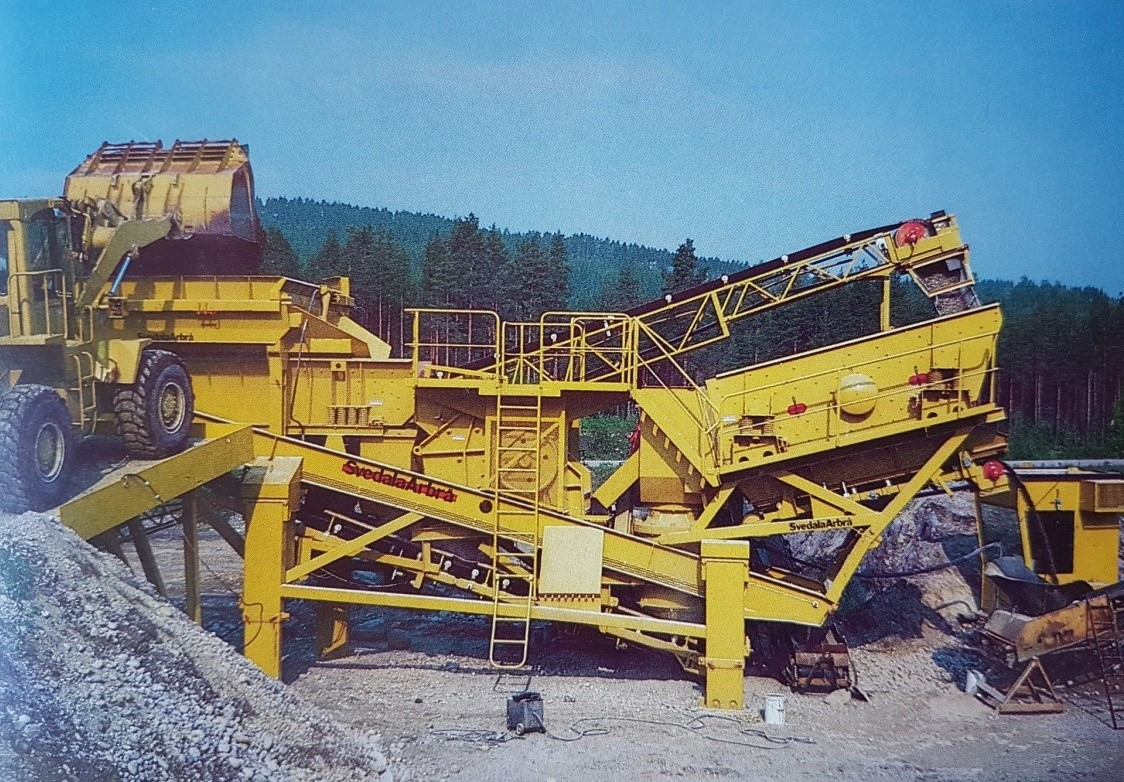
Svedala Arbrå AB, Förkrossverk HJ-9, 1980.

Gunnar Bremmer avgick 1980 som VD efter uppnådd pensionsålder. Svedala-Arbrås organisation ändrades i samband med detta sedan en ny VD hade inträtt i företaget. Även Sten Bremmer drog sig tillbaka. Anders Bremmer hade avlidit 1975. År 1982 var lågkonjunkturen ett faktum och personalminskningar med ca 80 personer, både arbetare och tjänstemän, beslutades. Uppsägningarna ändrade emellertid inte lönsamheten nämnvärt och 1984 måste ytterligare ca 35 tjänstemän och kollektivanställda återigen sägas upp. Produktsortimentet sågs över, udda produkter togs bort och kundorder som innehöll stor mängd kundanpassad och skräddarsydd utrustning undveks. Det kvarvarande produktsortimentet utvecklades mot mer standardiserad utrustning. Tillsammans med ökad försäljning av dessa standardprodukter och de tidigare nämnda kostnadsbesparingarna förbättrades lönsamheten avsevärt. Allis-Chalmers i USA brottades med stora problem på grund av bortfall av investeringar i lantbruksmaskiner, företagets största produktgren. Man sålde enheter, moderbolaget bantades och var nära konkurs.
År 1987 lade gruvföretaget Boliden, som ingick i Trelleborgkoncernen, ett bud på den del av AC där Svedala-Arbrå ingick. Affären genomfördes och från den 1 januari 1988 var Svedala-Arbrå åter svenskt. Ägarförändringen medförde stora organisationsförändringar och rationaliseringar genom utnyttjande av gemensamma och centraliserade funktioner och datasystem. En övertalighet uppstod på tjänstemannasidan i Arbrå och ett tiotal personer fick via ett omskolningsprojekt under en tvåårsperiod 1988–90 lämna företaget. Orderingång och lönsamhet förbättrades hela tiden mot slutet av 1980-talet. Genom företagsuppköp lades nya enheter över hela världen till Trelleborgs olika verksamhetsgrenar. Området mineralhantering i vilket Svedala-Arbrå AB ingick, bildade ett eget företag 1990, kallat Svedala Industri AB med en omsättning på 6 miljarder kronor och drygt 6 000 anställda.

## Verksamhet 1990–2004

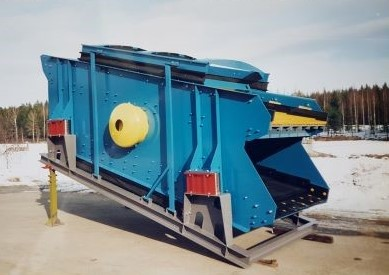
Svedala Arbrå AB, Första Uni-Flo sikten tillverkad 1993.

Svedala Industri AB såg framtiden an med tillförsikt. Genom att en ny infrastruktur skulle byggas upp i Europa kom företagets produkter att efterfrågas. Företagdgs produktionsresurser var utomordentliga med ett högmodernt stålgjuteri och dito maskinverkstad i Svedala och ett modernt plåtslageri i Arbrå. Arbrå tillverkade siktprogrammet samt hjulburna enheter. Dessutom fanns snöröjningsprogrammet som en säker produkt, inte minst ur säsongutjämningssynpunkt. Arbråenheten hade 150 anställda och lönsamheten var god. Den lågkonjunktur som inletts 1990 kände varken Svedala eller Arbrå av förrän 1992. Efterfrågan sjönk då periodvis och ledig kapacitet uppstod. 1993 innebar en vändpunkt med ökad fakturering och vinstmarginaler de kommande åren. Arbråenheten andades optimism men orosmoln fanns som kom att märkas framöver. Dessa var framförallt den höga medelåldern, i synnerhet på en så viktig avdelning som konstruktion, samt låga ersättningsinvesteringarna av tunga ”nyckelmaskiner”, i plåtverkstaden.
Svedala-Arbrå och Arbrå blev 1999 var för sig åter egna juridiska enheter. Arbrås namn blev ”Svedala Mobile Equipment AB, Arbrå” inom ”Svedala Industri AB”. Samarbetet mellan andra enheter förstärktes. Bland annat konstruerades en vibrationssikt som skulle kunna användas inom hela Svedala Industri AB:s internationella sektor. Finska företaget Metso la år 2000 ett bud på hela Svedala Industri AB. Den svenska delen såldes vidare till Sandvik AB och Arbrås företagsnamn kom att bli Sandvik SRP (Sandvik Rock Processing AB). Antalet anställda i Arbrå var då 110 personer. Koncernen fick inte den lönsamhet som fordrades från Arbråenheten och antalet anställda halverades till 50 personer. En total nedläggning blev 2004 ett faktum.